# The Replicant
The Replicant (Replicant) è un film del 2001 con Michael Rooker e Jean-Claude Van Damme, diretto da Ringo Lam. Girato tra Vancouver e Seattle, è la seconda collaborazione tra Van Damme e Ringo Lam. La prima la si ebbe nel 1996 con Maximum Risk.

## Trama
Una donna chiama col telefono di casa la polizia perché un uomo le è entrato nell'abitazione, e teme per sé e per il suo bambino piccolo. Mentre la polizia cerca di localizzare la chiamata l'uomo le si avvicina e la uccide. Dopo aver scattato delle foto del cadavere gli dà fuoco. Arrivano i poliziotti nell'appartamento, tra di loro il detective Jake Riley, che è certo di sapere che si tratta del killer detto "la torcia". Jake entra nella casa messa a fuoco e mette in salvo il bambino nella culla uscendo dalle scale antincendio, da dove anche "la torcia" sta fuggendo. Jake affida il bambino a dei poliziotti e segue la strada che può aver percorso il killer, e lo insegue correndo per la città fino ad arrivare in un parcheggio sotterraneo, dove l'assassino tenta di ucciderlo con un'auto fuggendo al suono delle sirene della polizia.
L'assassino si dilegua e Jake va in pensione tre anni dopo senza essere   riuscito  a catturare il killer di undici donne. Alcuni uomini che si dicono dell'FBI, tra cui Stan Reisman, si presentano offrendogli un lavoro: aiutarli a dar la caccia alla torcia, certi che ucciderà ancora.
Quando Jake viene festeggiato dalla sua famiglia e dai suoi amici riceve una telefonata dalla torcia che gli dà del fallito per non essere riuscito a prenderlo. Jake allora decide di accettare l'offerta di Reisman, e viene portato con un elicottero in un posto segreto. Stan Reisman  gli confida che hanno raccolto una gran quantità di dati sul misterioso pazzo omicida: è un maschio bianco di circa trent'anni dal fisico possente. Reisman gli mostra anche il risultato di un progetto segreto: da un bulbo pilifero hanno creato un clone della torcia, rivelandogli anche che non sono dell'FBI, ma della sicurezza nazionale e che hanno lo scopo di creare dei cloni di terroristi e killers che li portino direttamente dagli originali.
Il clone viene liberato dalla capsula dove viene tenuto e viene messo in una stanza con un televisore che gli insegni le cose basilari quali camminare, sedersi ecc., dal momento che seppure abbia il fisico di un adulto ha il cervello di un bambino. Il replicante impara alla svelta a muoversi anche come un atleta e viene affidato a Jake nella speranza che lo porti dalla torcia. Jake semina i pedinatori della sicurezza e lo porta in un casolare cercando di fargli risvegliare l'istinto omicida, ma il clone non capisce cosa voglia Jake, anzi ripete le sue stesse parole. Trovati dagli uomini della sicurezza che cercano di prelevare il replicante con la forza, il clone reagisce e impara anche a combattere avendo la meglio sui suoi aggressori.
In seguito Jake porta il replicante nella casa dove un anno prima la torcia aveva ucciso una donna. Con la scusa di visitare la casa per acquistarla, Jake e il clone visitano la stanza dove la donna fu ritrovata morta, in quel momento il replicante si ricorda dell'omicidio commesso dalla torcia. Ma è solo un primo passo. Jake sulle prime è molto duro col replicante e lo maltratta in continuazione, finché viene ripreso dalla madre, che lo mette in guardia dal trattarlo come un delinquente, perché così facendo prima o poi lo diventerà. Il replicante nel frattempo comincia a ricordarsi di quando era bambino, di una madre che gli diceva di essere un bambino cattivo, e che lo chiudeva nello sgabuzzino.
Jake scatta alcune foto al replicante per inserirle nel computer della polizia e poter risalire alla sua identità. Scopre che il nome della torcia è Edward Garrotte ed insieme a Angie e al replicate, che però viene lasciato in macchina, si reca nell'appartamento dove vive. Trovano le foto delle donne uccise compresa quella che sarà la prossima vittima, ma a un certo punto il replicante nella macchina si agita, esce dalla macchina correndo sulle scale cercando di dire qualcosa a Jake. In quel momento scoppia una bomba nella stanza mentre la torcia se ne sta fuori a vedere la scena. Uscito dall'appartamento il replicante avvista il killer e lo insegue. Finiscono col ritrovarsi in un bar e picchiarsi. Garrotte ha la meglio sul replicante e sui baristi, uccidendo anche uno di loro, risparmiando la sua copia solo per l'arrivo della polizia.
Il replicante fugge per la città fino a trovarsi in un quartiere a luci rosse, dove si fa abbordare da una prostituta. Il replicante si lascia trasportare senza sapere quello che succede, ma quando la ragazza capisce che non ha i soldi chiama la sicurezza. La ragazza capisce poco dopo che l'uomo da lei rimorchiato ha dei seri problemi e gli chiede gentilmente di andarsene ma degli uomini irrompono nella stanza picchiandoli entrambi. A quel punto il replicante usa la sua forza e riesce a sopraffare gli aggressori, facendo anche intervenire le autorità, compreso Jake. Riley usa le foto fatte dal replicante per fargli ricordare degli omicidi compiuti riuscendoci, facendosi dire anche dove alloggia la prossima vittima:  una turista che alloggia in un hotel. Giunti sul posto il replicante riconosce il piano e la stanza dove si trova la donna ma sfortunatamente giungono troppo tardi. Il clone sembra anche sapere che percorso abbia seguito Garrotte per fuggire e Jake lo segue nei sotterranei, ma a un certo punto chiude Jake in una cabina e va a parlare col suo gemello cattivo. Garrotte gli dice che non deve fidarsi di Jake perché lo vuole uccidere e che lui lo proteggerà; quando Jake riesce a raggiungerli il replicante dà a Garrotte la possibilità di scappare. Durante la notte Jake riceve una telefonata da parte di Garrotte il quale dice di chiedere al clone chi sarà la prossima vittima e costui gli confida che è proprio Jake. Riley chiude il clone nella stanza da bagno facendolo dormire ammanettato. Nel corso della notte il replicante ha degli incubi connessi con la sua infanzia e all'arrivo di Jake gli rivela il suo vero nome: Lux Savar. Angie fa un controllo su Savar e scoprono che fin da bambino era un delinquente, che era stato dichiarato disperso durante la guerra del Golfo e che sua madre è ricoverata in un ospedale. Jake insieme al replicante va all'ospedale dove la madre di Lux è ricoverata e scoprono che è deceduta il giorno prima. Chiedono di poter vedere il cadavere ma nella sala mortuaria fa irruzione il vero Savar che picchia Jake e incita il clone ad ucciderlo ed a unirsi a lui. Il replicante si rifiuta dandogli del bambino cattivo facendogli perdere il controllo. Jake e il clone tentano di fermarlo senza però riuscirvi. Savar fugge per l'ospedale picchiando tutti quelli che lo ostacolano, scende nel parcheggio e ruba un'ambulanza, ma Jake lo raggiunge aggrappandosi alla vettura dando il via ad un inseguimento. La vettura finisce col ribaltarsi in una rampa di scale e Savar fugge. Jake lo insegue ma viene sorpreso e mentre Savar cerca di ucciderlo, il replicante fa la sua comparsa liberandolo e combattendo contro il killer riuscendo a sconfiggerlo. Prima però che Savar venga ucciso da Riley riesce a ferire seriamente il suo clone. Jake cerca di accompagnarlo fuori dalla stanza che sta per esplodere, ma giunti alla porta il replicante lo chiude fuori rimanendo nel luogo dell'esplosione.
Un giorno di pioggia Jake a casa di Angie vede un individuo familiare che mette qualcosa nella cassetta della posta, esce per vedere di cosa si tratta, trova un oggetto che apparteneva alla madre di Savar e capisce che il replicante è ancora vivo. Alla fine del film, il replicante torna nel quartiere a luci rosse, memore della promessa di ritrovarsi con la prostituta.